# Ulysse Comtois
Pour les articles homonymes, voir Comtois.
Ulysse Comtois est un sculpteur et un peintre québécois né le 2 mars 1931 à Granby et décédé le 10 juillet 1999 à Montréal.
Après des études à l'École des beaux-arts de Montréal, Ulysse Comtois commence à peindre des toiles abstraites avec des éléments modulaires répétitifs, approche qu'il utilisera également dans ses sculptures. Il participe à des expositions des Automatistes en 1954 et 1955. En 1968, il représente le Canada à la Biennale de Venise. Le Musée d'art contemporain de Montréal lui consacre une rétrospective en 1983. Il enseigne les arts visuels à l'Université du Québec à Montréal et à l'Université Concordia.

## Honneurs
- 1978 - Prix Paul-Émile-Borduas
- 1991 - Prix Louis-Philippe-Hébert

## Musées et collections publiques
- Carleton University Art Gallery
- Collection d'oeuvres d'art, Université de Montréal
- Galerie Leonard & Bina Ellen, Université Concordia
- Musée d'art de Joliette
- Musée des beaux-arts de l'Ontario
- Musée des beaux-arts de Montréal
- Musée des beaux-arts de Sherbrooke
- Musée des beaux-arts du Canada[4]
- Musée de Lachine
- Musée Laurier
- Museum London
- Musée national des beaux-arts du Québec
- The Robert McLaughlin Gallery
- Vancouver Art Gallery